# Prepona soron
Prepona soron är en fjärilsart som beskrevs av Hans Fruhstorfer 1916. Prepona soron ingår i släktet Prepona och familjen praktfjärilar. Inga underarter finns listade i Catalogue of Life.